# Kongra Gelê Kurdistan
Pour les articles homonymes, voir KGK.

Drapeau du KONGRA GEL

Le Kongra Gelê Kurdistan (KONGRA GEL, « Congrès du peuple du Kurdistan ») est une organisation politique kurde qui a succédé au Congrès pour la liberté et la démocratie au Kurdistan (KADEK). Le KADEK était le résultat de l'abandon de la lutte armée par le PKK en 2001, le Kongra-GEL entérine l'abandon du léninisme en 2003 par le KADEK. Elle devient en 2005 l'organe exécutif du Koma Komalên Kurdistan, nommé Koma Civakên Kurdistan depuis 2007.
L'organisation est placée sur la liste officielle des organisations terroristes des États-Unis, de l'Union européenne, de la Turquie et du Royaume-Uni.